# Petit cheval bleu
Petit Cheval Bleu (en allemand : Blaues Pferdchen) est une peinture à l'huile sur toile du peintre expressionniste allemand Franz Marc, datée de 1912. Elle est conservée au musée de la Sarre, à Sarrebruck.

## Description
Ce tableau a des dimensions de 57,5 x 73 centimètres,,.
Il représente un jeune cheval au premier plan, debout avec ses jambes en position d'équilibre. Il y a un petit ruisseau à ses côtés, et derrière le cheval, on peut voir une plante en fleurs devant un paysage montagneux. Le cheval a une couleur bleue, tandis que les montagnes et le ciel alternent entre les couleurs rouge, jaune, bleu et orange.

## Parcours du tableau
Marc a réalisé ce tableau en 1912 pour Walterchen, le fils de son ami et collègue August Macke, comme le démontre l'inscription figurant en haut à droite. En 1956, le directeur du musée Rudolf Bornschein acquiert ce tableau pour le Saarbrücker Stadt-und Heimatmuseum, qui fusionne en 1968 avec la Moderne Galerie.
Le tableau fait donc partie de la collection du musée de la Sarre, à Sarrebruck,. Petit Cheval Bleu est l'une des œuvres les plus célèbres de la collection de Sarrebruck. Ce tableau fait partie de la liste Larousse des 100 œuvres d'Art « immanquables » du XXe siècle.